# Mercè Martí Inglada
Mercè Martí Inglada (Sant Feliu de Llobregat, Baix Llobregat, 9 de setembre de 1968) és una pilot d'aviació.

## Formació
Va estudiar a Sant Feliu, a l'Escola de la Mare de Deu de la Mercè, i després al Col·legi Bon Salvador, conegut popularment com Les franceses. Tot seguit, al 1985, marxà als Estats Units per fer COU i formar-se com a pilot. Allà hi obtingué les llicències de pilot privat, comercial, instrumental i de bimotor i l'any 1989 va començar a pilotar avionetes. Va obtenir també als EUA les llicències d'instructor de vol i fundà una escola de pilots a Kentucky. De tornada a Espanya treballà com a copilot en una important companyia de càrrega i dos anys més tard s'incorporà a treballar a la companyia de passatgers Spanair.

## Carrera esportiva
El 1994 fou la primera pilot de l’Estat espanyol que participà en el Campionat de la Volta al Món en avioneta, en una travessa de 33.550 km. que va recórrer en 92 horas y 27 minuts a bord d'una Cessna C-210P, i també fou la primera dona que guanyà el títol, fent de copilot del suec Eric Barck. El 1996 va ser subcampiona de la Race of the Americas, de més de 30.000 km de circumvalació al continent americà, en una Mooney 203, juntament amb la pilot Carol Jensen. També obtingué la medalla de bronze en els primers Jocs Mundials de l’Aire (1997), celebrats a Turquia, en què volà al llarg de 21.000 km. per tot Europa en una Piper Twin Comanche PA-30. El 1998 organitzà la Dicovery Flight, una expedició que sobrevolava l'Àfrica Occidental en un avió Fairchaild del 1940 que resseguia les passes dels pioners. Obtingué el seté lloc en la carrera The Great Hawaiian Air Race de 2002. El mateix any quanyava el Campionat de la US Air Race, Marion Race Air Trophy, a bord d'una Piper Lance. Ostenta tres rècords del món de velocitat en rutes per Àsia i Amèrica del Nord. El 2007 participà en la Ruta Aeropostal, des de Tolosa de Llenguadoc fins a Saint Louis (Senegal), en homenatge a Antoine de Saint-Exupéry. El 2003 organitzà el Vol del Centenari, en què participà amb un biplà Bucker de 1930, en commemoració del primer vol de la història. El 2010 participà al Royal Aero Club of England Air Race 2010, amb una Piper Twin Comanche i l'any següent competí a la The Great Bahames Air Race 2011, amb una Piper Lance, i hi assolí el tercer lloc.

## Altres activitats
Ha compaginat la seva faceta esportiva amb l'empresarial. Així, l'any 2000 va crear la seva pròpia companyia aèria, Infinit Air, amb base a l'aeroport de Sabadell, dedicada inicialment a l'organització d'activitats esportives i vols turístics, i també a treballs de vigilància, observació i fotografia. Ha preparat expedicions, ha dictat conferències, ha col·laborat com a presentadora en diversos programes de ràdio i televisió o en revistes com Avión Revue i Aviación General y Deportiva. També ha ajudat en la promoció i desenvolupament del circuit de curses de Fórmula 1 Air Race 1 i ha començat a volar en avions acrobàtics per competir en la categoria de Fórmula 1 a les carreres de Reno.

## Reconeixements
Al 1996 fou honorada al Memory Lane de l'International Forest of Friendship a Atchison, Kansas, ciutat natal d'Amelia Earhart, per la seva Volta al Món. L'abril del 1998 va rebre la distinció Rosa de la ciutat, de Sant Feliu de Llobregat; el 2003, la Medalla d'or de la Federació Aeronàutica Internacional (FAI). I fou mereixedora del Premi Viatge de l'Any de la Societat Geogràfica Espanyola (SGE) el març de 2004.